# Die Sphinx ohne Geheimnis

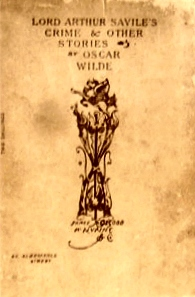
Buchdeckel zur Sammlung

Die Erzählung Die Sphinx ohne Geheimnis ist ein Teil der Kurzgeschichtensammlung Lord Arthur Saviles Verbrechen und andere Geschichten des irischen Schriftstellers Oscar Wilde, die 1887 erschienen ist. Ursprünglich trug sie den Titel  Lady Alroy mit dem Untertitel Eine Radierung (auch Eine Ätzung). Außerdem enthalten sind
- Lord Arthur Saviles Verbrechen (Lord Arthur Savile’s Crime)
- Das Gespenst von Canterville, (The Canterville Ghost)
- Der Modellmillionär, (The Model Millionaire)
- Das Bildnis des Herrn W. H., (The Portrait of Mr. W. H.)

## Inhalt
In dieser sehr kurzen Geschichte erzählt Lord Murchison einem alten Freund von einer Frau, die er einst liebte und heiraten wollte, aber mittlerweile verstorben war. Sie hatte sich immer sehr verschlossen und geheimniskrämerisch gegeben, so dass sie sein Misstrauen erweckte. Also beschloss er eines Tages, sie zu verfolgen, wenn sie manchmal heimlich das Haus verließ.
So fand er heraus, dass sie sich in ein Zimmer einer Fremdenpension schlich. Da er hinter der Aktion einen Liebhaber vermutete, konfrontierte er sie am nächsten Tag mit seiner Entdeckung. Sie gestand, dort gewesen zu sein, aber keinen Geliebten getroffen zu haben. Lord Murchison glaubte ihr nicht und verließ sie, woraufhin sie kurz darauf verstarb. Als er später zu der Pension zurückkehrte, sprach er mit der Besitzerin, die ihm bestätigte, dass die Frau ein Zimmer gemietet hätte, in dem sie stets alleine gewesen war, wo sie nur gelesen oder gar nichts gemacht hatte.
Nachdem er die Geschichte fertig erzählt hat, fragt Lord Murchison seinen Freund, ob er glauben könne, dass das Geheimnis der Frau wirklich nur sei, dass sie keines habe. Dieser bejaht seine Frage und die Kurzgeschichte endet mit Lord Murchisons Antwort: „I wonder“ (Ich frage mich), in der er seinen Zweifeln Ausdruck verleiht.